# Giacinto Scelsi (senatore)
Giacinto Ignazio Maria Scelsi (Collesano, 30 luglio 1825 – Roma, 6 maggio 1902) è stato un politico e prefetto italiano.
Fu senatore del Regno d'Italia nella XVII legislatura.

## Biografia

### Origini e formazione
Scelsi nacque il 30 luglio 1825 a Collesano, nella provincia di Palermo, in una famiglia della piccola nobiltà siciliana. Ricevette un’educazione classica, formandosi nelle discipline giuridiche e amministrative secondo i modelli dell’élite borbonica, per poi proseguire la propria carriera nei ranghi della burocrazia statale dopo l’unificazione italiana.

### Carriera prefettizia
Dopo aver aderito alla nuova amministrazione del Regno d’Italia, Scelsi fu nominato prefetto in numerose province italiane, divenendo uno dei funzionari più esperti del Ministero dell’Interno. La sua carriera prefettizia lo portò a esercitare funzioni in diversi contesti regionali e politici complessi, contribuendo all’attuazione dell’amministrazione unitaria. Egli esercito presso Girgenti, Ascoli Piceno, Sondrio, Foggia, Como, Reggio Emilia, Messina, Ferrara, Mantova, Brescia, Pesaro e Urbino, Livorno, Modena, Bologna e Firenze.

### Nomina a Senatore del Regno
Il 4 dicembre 1890, in riconoscimento della sua attività al servizio dello Stato, fu nominato senatore del Regno d’Italia dal re Umberto I, in base all’articolo 33 dello Statuto Albertino che consentiva la nomina di cittadini distintisi per lunga carriera nei pubblici uffici. Fece parte della Commissione per la verifica dei titoli dei nuovi senatori per due mandati.

### Ultimi anni e morte
Scelsi visse gli ultimi anni a Roma, dove morì il 6 maggio 1902. I suoi funerali furono celebrati in forma solenne, con la partecipazione di numerosi membri dell’amministrazione e del Senato. Fu ricordato come esempio di dedizione alla causa dell’unità nazionale e alla costruzione dello Stato liberale.